# Acamptodaphne
Acamptodaphne is een geslacht van weekdieren uit de klasse van de Gastropoda (slakken).

## Soorten
- Acamptodaphne biconica (Schepman, 1913)
- Acamptodaphne eridmata Morassi & Bonfitto, 2010
- Acamptodaphne solomonensis Morassi & Bonfitto, 2010